# Гимнокалициум обнажённый
Гимнокалициум обнажённый (лат. Gymnocalycium denudatum) — кактус из рода Гимнокалициум.

## Биологическое описание
Имеет шаровидный стебель диаметром до 10 см, с возрастом удлиняется и в нижний части образует боковые побеги.
Эпидермис глянцево-зелёный, блестящий. Имеет 5—8 плоских рёбер, прерываемых мелкими поперечными бороздками, рёбра со слабо выраженными бугорками. Ареолы немногочисленны, большие, поросшие короткими светло-коричневыми, позднее серыми волосками.
Центральных колючек нет. Радиальных — чаще всего 3—5, в нижней части стебля 8, они имеют длину чуть более 1 см, беловато-жёлтые, волнисто изогнуты, плотно прилегают к поверхности стебля.
Цветки вырастают возле темени, имеют белый цвет, иногда с розоватым оттенком длиной до 5 см, с длинной цветоносной трубкой и отгибающимися наружу многочисленными длинными узкими лепестками. Завязь короткая, широкая, светло-зелёная, с редкими чешуйками.

## Распространение
По сравнению с другими видами этого рода имеет обширный ареал: встречается в южной части Бразилии (штат Риу-Гранди-ду-Сул), в северном Уругвае, Аргентине, в южной части Парагвая.

## История открытия
Вид был открыт в 1825 году Фридрихом Зелловым в Уругвае и южной части Бразилии. Он направил обнаруженный кактус в Берлин, где тремя годами позже, он получил название Echinocactus denudatus. В 1845 году Пайффер отнёс этот вид к роду Гимнокалициум.

## Синонимы
- Echinocactus denudatum Link & Otto (1828) (базионим)
- Cereus denudatus Link & Otto) Pfeiffer (1828)
- Gymnocalycium denudatum var. bruennowii Haage jr.
- Gymnocalycium denudatum var. paraguayense Haage jr.
- Gymnocalycium denudatum var. roseiflorum Hildm.